# Édouard de Laboulaye

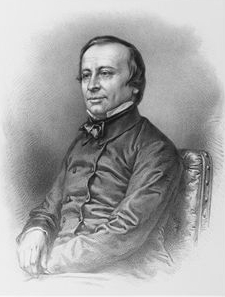
Édouard René Lefebvre de Laboulaye.

Édouard René Lefèbvre de Laboulaye, född 18 januari 1811, död 24 maj 1883, var en fransk författare, rättslärd och politiker.
Laboulaye var en av förgrundmännen i kampen mot Napoleon III:s kejsardöme, inte minst genom sin stora Histoire politique des États-Unis 1620-1789 (3 band, 1855-66), där han gav luft åt sin entusiasm för amerikanskt samhällsskick, och den satiriska romanen Paris en Amérique (1863). Som poet vann Laboulaye europeiskt rykte i synnerhet för sin färgrika orientaliska roman Abdallah ou Le trèfle à 4 feuilles (1859) och gjorde betydande insatser inom sitt specialområde rättsvetenskapen, bland annat genom utgivandet av Revue historique de droit français et étranger (1855-69 och 1877-83).